# إلاتيا
إلاتيا (Ελάτεια) هي مدينة في فثيوتيس في مقاطعة كينتريكي إلادا في اليونان.
يبلغ عدد سكانها حوالي 2164 نسمة.